# Логан (округ, Небраска)
Округ Логан (англ. Logan County) — округ, расположенный в штате Небраска (США) с населением в 774 человека по статистическим данным переписи 2000 года. Столица округа находится в деревне Стейплтон.

## История
Округ Логан был образован в 1885 году и получил своё официальное название в честь генерала армии союзников в Гражданской войне Джона Александера Логана.

## География
По данным Бюро переписи населения США округ Логан имеет общую площадь в 1479 квадратных километров, из которых 1478,54 кв. километров занимает земля и 0,46 кв. километров — вода. Площадь водных ресурсов округа составляет 0,08 % от всей его площади.

### Соседние округа
- Томас (Небраска) — север
- Блейн (Небраска) — северо-восток
- Кастер (Небраска) — восток
- Линкольн (Небраска) — юг
- Мак-Ферсон (Небраска) — запад

## Демография
По данным переписи населения 2000 года в округе Логан проживало 774 человека, 229 семей, насчитывалось 316 домашних хозяйств и 386 жилых домов. Средняя плотность населения составляла 0,52 человек на один квадратный километр. Расовый состав округа по данным переписи распределился следующим образом: 98,58 % белых, 0,13 % чёрных или афроамериканцев, 1,03 % коренных американцев, 0,26 % смешанных рас, — других народностей. Испано- и латиноамериканцы составили 0,90 % от всех жителей округа.
Из 316 домашних хозяйств в 29,70 % — воспитывали детей в возрасте до 18 лет, 66,50 % представляли собой совместно проживающие супружеские пары, в 3,80 % семей женщины проживали без мужей, 27,50 % не имели семей. 25,00 % от общего числа семей на момент переписи жили самостоятельно, при этом 12,70 % составили одинокие пожилые люди в возрасте 65 лет и старше. Средний размер домашнего хозяйства составил 2,45 человек, а средний размер семьи — 2,95 человек.
Население округа по возрастному диапазону по данным переписи 2000 года распределилось следующим образом: 27,30 % — жители младше 18 лет, 4,40 % — между 18 и 24 годами, 24,00 % — от 25 до 44 лет, 26,70 % — от 45 до 64 лет и 17,60 % — в возрасте 65 лет и старше. Средний возраст жителей округа составил 42 года. На каждые 100 женщин в округе приходилось 99,00 мужчин, при этом на каждых сто женщин 18 лет и старше приходилось 99,60 мужчин также старше 18 лет.
Средний доход на одно домашнее хозяйство в округе составил 33 125 долларов США, а средний доход на одну семью в округе — 38 958 долларов. При этом мужчины имели средний доход в 26 250 долларов США в год против 18 906 долларов США среднегодового дохода у женщин. Доход на душу населения в округе составил 14 937 долларов США в год. 6,50 % от всего числа семей в округе и 10,50 % от всей численности населения находилось на момент переписи населения за чертой бедности, при этом 13,10 % из них были моложе 18 лет и 9,60 % — в возрасте 65 лет и старше.

## Основные автодороги
- US 83
- Автомагистраль 92

## Населённые пункты

### Деревни
- Ганди
- Стейплтон